# Pro Evolution Soccer 2013
Pro Evolution Soccer 2013 (skraćeno PES 2013, u Aziji World Soccer: Winning Eleven 2013) je dvanaesto izdanje nogometnog serijala videoigara Pro Evolution Soccer. Proizvođač i izdavač igre japanski je Konami, koji je PES 2013 službeno najavio 18. travnja 2012. Demoizdanje pušteno je u prodaju 25. srpnja 2012. PES 2013 je izašao 21. rujna.

## Vanjske poveznice
- Službena stranica
- PES2013.com